# Melissa Peterman
Melissa Peterman (Minneapolis, 1º luglio 1971) è un'attrice e comica statunitense, conosciuta principalmente per aver ricoperto il ruolo di Barbra Jean nella serie televisiva Reba e di Bonnie Wheeler in Baby Daddy.

## Biografia
Melissa Peterman ha studiato recitazione alla "Minnesota State" e in seguito ha partecipato a numerose produzioni teatrali di Minneapolis. Il suo debutto in campo cinematografico risale al 1996, quando ha ricoperto il ruolo di una prostituta nel film dei fratelli Coen Fargo. Dal 2001 ha recitato per Reba e dal 2011 per la sitcom Working Class. Dal 2012 ha ricoperto il ruolo di Bonnie Wheeler nella serie televisiva Baby Daddy. A partire dal 2017 ha ricoperto il ruolo di Brenda Sparks, la vicina di casa Cooper, in Young Sheldon.
Melissa Peterman ha sposato nel 1999 l'attore John Brady, dal quale nel 2005 ha avuto un figlio.

## Filmografia parziale

### Attrice

#### Cinema
- Fargo, regia di Joel ed Ethan Coen (1996)
- Due sballati al college (How High), regia di Jesse Dylan (2001)
- Colpi da maestro (Here Comes the Boom), regia di Frank Coraci (2012)

#### Televisione
- Just Shoot Me! – serie TV, episodio 5x05 (2000)
- Normal, Ohio – serie TV, 1 episodio (2000)
- Reba – serie TV, 120 episodi (2001-2007)
- Ned - Scuola di sopravvivenza (Ned's Declassified School Survival Guide) – serie TV, episodio 2x18 (2006)
- Rita Rocks – serie TV, 5 episodi (2009)
- Working Class – serie TV, 12 episodi (2011)
- Baby Daddy – serie TV, 100 episodi (2012-2017)
- Vi presento i miei (Retired at 35) – serie TV, episodio 2x09 (2012)
- General Hospital – serie TV, 1 episodio (2015)
- Young Sheldon – serie TV, 35 episodi (2018-2024)
- Sydney to the Max – serie TV, 3 episodi (2019-2020)
- L'uomo di casa (Last Man Standing) – serie TV, 2 episodi (2019-2020)

### Doppiatrice
- Johnny Bravo - serie animata, 1 episodio (2004)
- American Dad! - serie animata, 1 episodio (2008)

## Doppiatrici italiane
Nelle versioni in italiano dei suoi lavori, Melissa Peterman è stata doppiata da:
- Cristina Giachero in Fargo
- Chiara Colizzi in Reba
- Laura Romano in Baby Daddy
- Paola Majano in Young Sheldon
- Cristina Boraschi in Sydney to the Max